# 哈尔基季基半岛

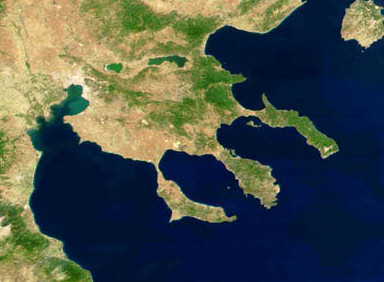
哈尔基季基半岛的卫星图

哈尔基季基半岛（希臘語：Χαλκιδική）是希腊的一个半岛。在行政区划上大部分为中马其顿大区的哈尔基季基专区。而阿索斯山虽是该半岛的一部分，但不属于哈尔基季基专区。哈尔基季基半岛是夏季旅游胜地。古希腊哲学家亚里士多德生于此地的斯塔伊拉。

## 地理
哈爾基季基是希臘北部最大的半島，南半部由三個較小的半島構成：卡桑德拉半島、錫索尼亞半島以及阿索斯山。哈爾基季基半島的西邊是塞爾邁灣，希臘第二大城塞薩洛尼基位於哈爾基季基半島的西北端。半島上人口最多的城鎮是新穆扎尼亚。

## 歷史
哈爾基季基在古代就有斯塔伊拉、阿坎索斯等城市。在伯羅奔尼撒戰爭戰爭期間，半島上的城邦組成哈爾基季基聯盟，直到前四世紀被馬其頓王國征服。之後哈爾基季基成為羅馬帝國、拜占庭帝國的領土，十世紀時安條克的亞那他修在阿索斯山上興建了大拉伏拉修道院。希臘獨立戰爭期間哈爾基季基也爆發了起義，但很快便被鄂圖曼帝國的軍隊鎮壓。哈爾基季基直到二十世紀初的巴爾幹戰爭結束後才成為希臘的一部分。